# 1608
Реформація •  Епоха великих географічних відкриттів •  Ганза •  Нідерландська революція •  Річ Посполита •  Запорозька Січ

## Геополітична ситуація
Османську імперію очолює Ахмед I (до 1617). Під владою османського султана перебувають Близький Схід та Єгипет, Середземноморське узбережжя Північної Африки, частина Закавказзя, значні території в Європі: Греція, Болгарія та Сербія. Васалами османів є Волощина, Молдова й Трансильванія й Кримське ханство.
Священна Римська імперія — наймогутніша держава Європи. Її територія охоплює, крім німецьких земель, Угорщину з Хорватією, Богемію, Північну Італію. Її імператором є Рудольф II з родини Габсбургів (до 1612). Король Угорщини, Австрії, Моравії, Галичини та Володимерії — брат імператора Матвій Габсбург (до 1619).
Габсбург Філіп III Благочестивий є королем Іспанії (до 1621) та Португалії. Йому належать Іспанські Нідерланди, південь Італії, Нова Іспанія та Нова Кастилія в Америці, Філіппіни. Португалія, попри правління іспанського короля, залишається незалежною. Вона має володіння в Бразилії, в Африці, в Індії, на Цейлоні, в Індійському океані й Індонезії.
Північ Нідерландів займає Республіка Об'єднаних провінцій. Король Франції — Генріх Наваррський. Королем Англії є Яків I Стюарт (до 1625). Король Данії та Норвегії — Кристіан IV Данський (до 1648), Швеції — Карл IX Ваза (до 1611). На Апеннінському півострові незалежні Венеційська республіка та Папська область.
Королем Речі Посполитої, якій належать українські землі, є Сигізмунд III Ваза (до 1632). На півдні України існує Запорозька Січ.
Царем Московії є Василь IV Шуйський (до 1610). Існують Кримське ханство, Ногайська орда.
Шахом Ірану є сефевід Аббас I Великий (до 1629).
Значними державами Індостану є Імперія Великих Моголів, Біджапурський султанат, султанат Голконда, Віджаянагара. У Китаї править династія Мін. У Японії триває період Едо.

## Події

### В Україні
- Кошовий отаман Михайло Найманович з 3000 козацького товариства здобуває Перекоп.
- Кримським ханом став Селямет I Ґерай.

### У світі
- Смутний час у Московщині:

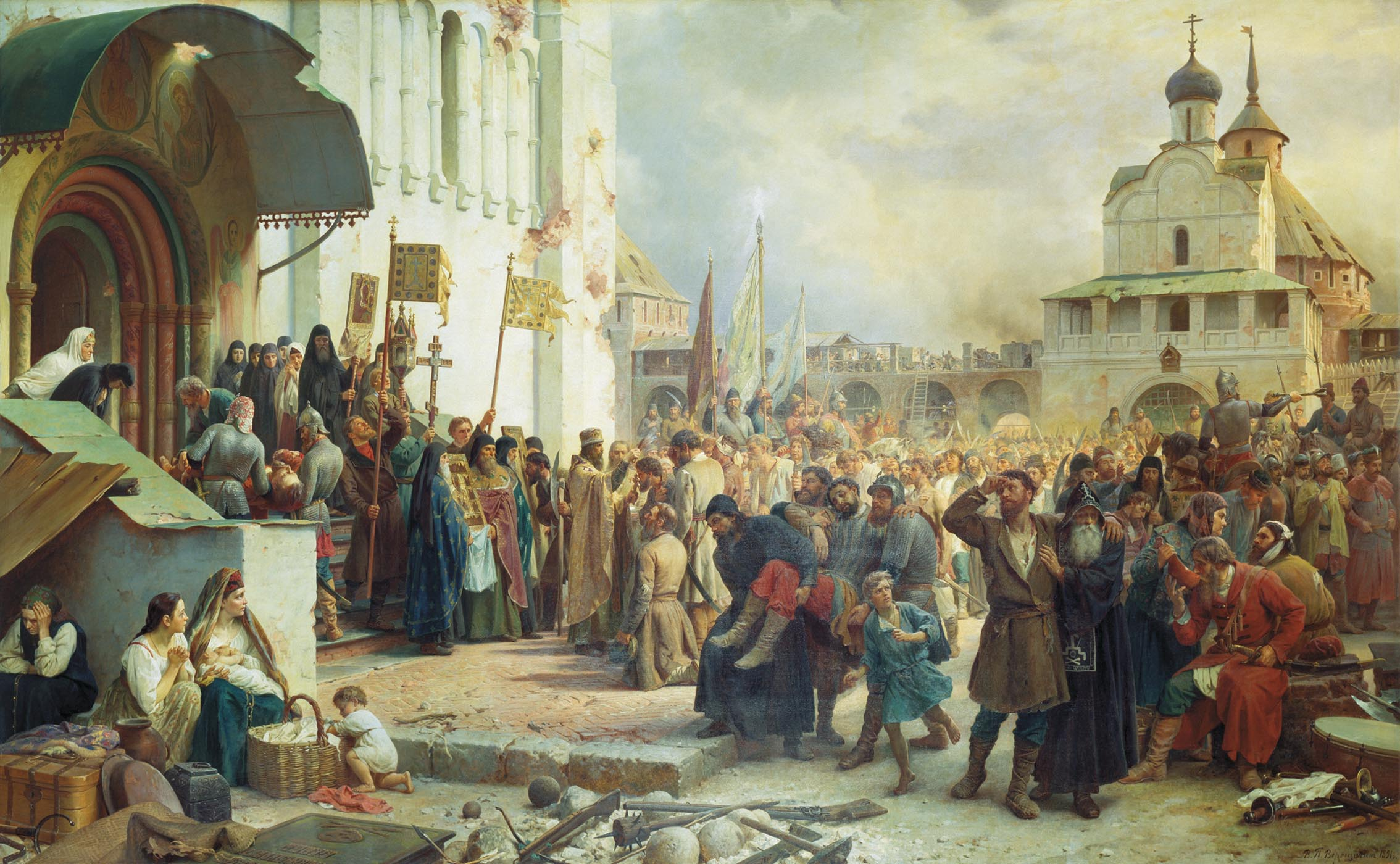
Облога Троїце-Сергійового монастиря

  - У квітні Василь IV Шуйський не зміг зупинити сили Лжедмитра II і вони дійшли до Тушино.
  - 25 липня підписано перемир'я з Річчю Посполитою на основі статусу кво. Цар змушений звернутися за допомогою до шведів.
  - У серпні під Москву прибуло 7 тис. польсько-литовських гусарів для підтримки Лжедмитра II.
  - Марину Мнішек викрали й змусили «визнати свого чоловіка».
  - 23 вересня польські війська почали облогу Троїце-Сергіївського монастиря.
- 15 травня у Німеччині засновано Протестантську унію.
- Королем Угорщини проголошено Матвія Габсбурга. Він вступив у конфлікт із своїм братом імператором Рудольфом II, якого проголосив божевільним.
- У Трансильванії розпочалося правління Габріеля Ракоці.
- 3 липня француз Самюель де Шамплен заснував сучасне канадське місто Квебек.
- Представник Англійської Ост-Індської компанії Вільям Гокінс прибув в Індію. Він отримав від падишаха Джахангіра дозвіл на торгівлю в Сураті.

## Наука і культура
- 2 жовтня голландський оптик Ганс Ліпперсгей продемонстрував уряду свій винахід — прототип сучасного телескопа.
- Засновано університет Ов'єдо.

## Померли
- 24 лютого — Помер князь Костянтин Острозький, великий меценат української науки і культури.